# Urcu
Urcu – wieś w Rumunii, w okręgu Caraș-Severin, w gminie Șopotu Nou. W 2011 roku liczyła 44 mieszkańców. 